# Hangul
O alfabeto coreano, conhecido como hangul ou hangeul (em coreano: 한글, em hanja: 韓㐎) na Coreia do Sul e Chosŏn'gŭl na Coreia do Norte (em coreano: 조선글), é um sistema de escrita da língua coreana criado pelo Rei Sejong, o Grande, em 1443.
Cada bloco silábico do hangul consiste em no mínimo duas e no máximo cinco entre 24 letras, das quais 14 são consoantes e 10 são vogais. Os caracteres do hangul são compostos em blocos e formam sílabas, chamadas jamos. Cada unidade representa um som diferente; alguns caracteres representam dois sons, e esses sons são diferenciados dependendo da posição - em cima de uma vogal, do lado esquerdo ou no fim (em baixo) de cada bloco. As unidades de caracteres colocadas na parte de cima e/ou à esquerda são o som inicial da sílaba, e as unidades colocadas na parte de baixo são o som final.
Como regra geral, não se inicia uma palavra com vogal. Para contornar o problema das sílabas cujo primeiro som é uma vogal, usa-se o leung (ㅇ), que tem som mudo quando colocado no início de um bloco, e se colocado no final, faz um som de "ng", como em Samsung (삼성). Os caracteres, às vezes, sofrem mínimas alterações para se acomodarem à escrita.
Diferentemente de outras escritas asiáticas, como a chinesa e a japonesa, a escrita coreana usa espaços como divisórias entre as palavras, da mesma maneira que as escritas ocidentais.

## História

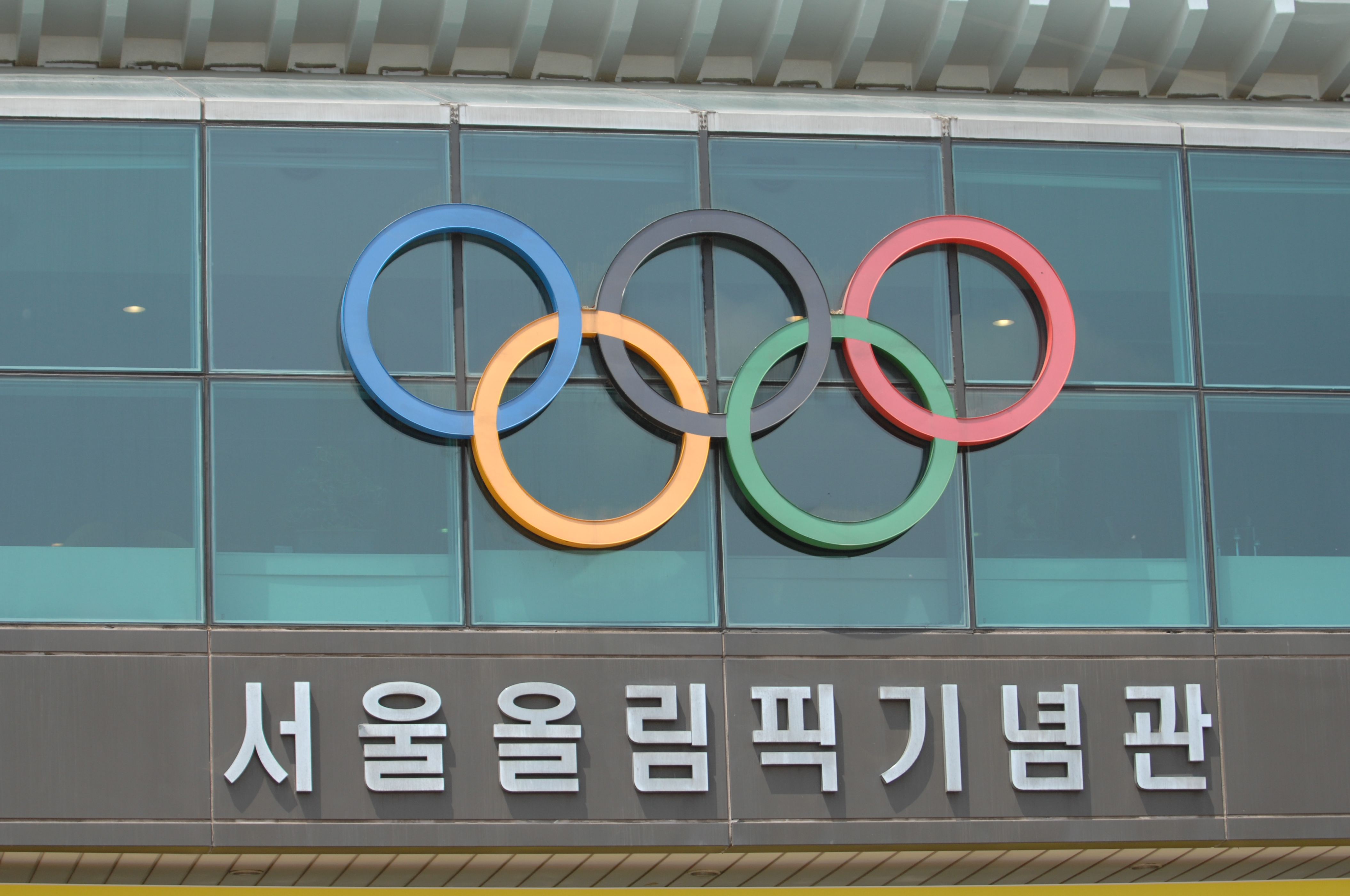
Letreiro em hangul na fachada do Parque Olímpico de Seul. Romanização: Seoul-ollimpigginyeomgwan (Museu Olímpico de Seul)

A escrita hangul (한글) foi introduzida em 1443 pelo rei Sejong, o Grande, o quarto rei da dinastia Joseon, em substituição aos ideogramas chineses ("Hanja") (한자, 漢字) usados na Coreia até o século XV. Entretanto, credita-se frequentemente a criação do sistema de escrita ao Salão dos Notáveis da Academia Real (Jib-hyeon-jeon, 집현전).
O projeto foi completado no fim de dezembro de 1443 ou janeiro de 1444, e descrito em 1446 em um documento intitulado HunminJeongeum ("Os sons apropriados para a educação do povo"), que deu nome ao alfabeto em si. A data da publicação do HunminJeongeum, 9 de outubro, tornou-se o Dia de Hangul na República da Coreia. A Coreia do Norte celebra o mesmo evento no dia 15 de janeiro.
Várias especulações sobre o processo de criação foram descartadas em 1940, com a descoberta do HunminJeong-eum Haerye ("Explicações e Exemplos do Hunmin Jeong-eum"). Este documento, datado de 1446, explica o desenho das consoantes de acordo com a fonética articulatória e as vogais de acordo com os princípios do yin e yang e da harmonia de vogais. Ao explicar a necessidade de um novo sistema de escrita, o rei Sejong alegou que a língua coreana era fundamentalmente diferente da chinesa; o uso de caracteres chineses (conhecidos como hanja) para escrever em coreano era tão difícil para a população em geral que apenas uma elite privilegiada (yangban, 양반), normalmente formada por homens, era capaz de ler e escrever fluentemente. A maioria dos coreanos era analfabeta funcional antes da invenção do hangul.
O nome Hangul surgiu de um neologismo criado pelo linguista Cwu Si-Kyens 추시경 (1876-1914), membro do movimento de reforma e promoção da língua e escrita coreanas. Até a década de 1910, o alfabeto também era conhecido como cengum 정음 (sons corretos), enmun 언문 (escrita vulgar) ou kwukmun 국문 (escrita nacional), sendo o nome original da escrita coreana Hwunmin Cengum (훈민정음; 訓民正音). Atualmente, é considerado por vários linguistas  como o melhor sistema de escrita existente e uma das formas de escrita mais cientificamente projetadas e eficientes do mundo.  

## Jamo
As letras que compõem o hangul são chamadas de jamo (자모). Esse nome provém de ja-eum ("consoante"; 자음) e mo-eum ("vogal"; 모음). A seguinte tabela apresenta as letras, junto com a pronúncia para os sons de cada uma delas:

| Consoantes: | ㄱ /g/ | ㄴ /n/  | ㄷ /d/ | ㄹ /r/  | ㅁ /m/ | ㅂ /b/  | ㅅ /s/ | ㅇ /ng/ | ㅈ /dj/ | ㅊ /tch/ | ㅋ /k/ | ㅌ /t/  | ㅍ /p/ | ㅎ /h/ |
| Vogais:     | ㅏ /a/ | ㅑ /ya/ | ㅐ /é/ | ㅒ /yé/ | ㅔ /ê/ | ㅖ /yê/ | ㅓ /ó/ | ㅕ /yó/ | ㅗ /ô/  | ㅛ /yô/  | ㅜ /u/ | ㅠ /yu/ | ㅡ /û/ | ㅣ /i/ |

Os jamos são divididos em:
- 10 vogais simples (모음 / moeum):[11] 
ㅏ [a] - como "á" do português 
       ㅑ [ya] (dica: nas vogais iotizadas, o som de "y" é de semivogal, a tonicidade cai sobre a vogal "a") 
       ㅓ [eo] - como "ó" do português
       ㅕ [yeo]  
       ㅗ [o] - como "ô" do português
       ㅛ [yo] 
       ㅜ [u] - como "u" do português 
       ㅠ [yu] 
       ㅡ [eu] (pronuncia: 'ugh'/û, é um "u" não redondo "ɯ" como o japonês, tem forma de i, não é ü "ㅟ") 
       ㅣ [i] - como "i" do português

- 11 vogais compostas (복합모음 / bokhap moeum):[11]
 ㅔ [e] (dica: hoje em dia, não há mais diferença prática entre o som de "é" e "ê")
       ㅖ [ye]
       ㅐ [ae] (dica: ainda é usado para escrever o som de "é")
       ㅒ [yae]
       ㅘ [wa] (dica: nas vogais duplas, a primeira tem som de semivogal e a segunda de vogal)
       ㅙ [wae]
       ㅚ [oe] (OBS: mesmo escrito com "ㅗ" e "ㅣ" a pronuncia é com som de "wé") 
       ㅝ [wo] 
       ㅞ [we]
       ㅟ [wi]
       ㅢ [ui/yi] (dica: hoje em dia, é mais comum se pronunciar "ɨ", "i" ou "wi" dependendo do caso)

|      | vogais | vogais | vogais | vogais | vogais | vogais |  | +i     | +i    | +i    | +i | +i     |
| base | ㅏ     | ㅓ     | ㅗ     | ㅜ     | ㅡ     | ㅣ     |  | ㅐ     | ㅔ    | ㅚ    | ㅟ | ㅢ     |
| base | a      | eo/ó   | o/ô    | u      | eu/û   | i      |  | ae/ê   | e/ê   | oe/we | wi | ûi/i/ê |
| y+   | ㅑ     | ㅕ     | ㅛ     | ㅠ     |        |        |  | ㅒ     | ㅖ    |       |    |        |
| y+   | ya     | yeo/yó | yo/yô  | yu     |        |        |  | yae/yê | ye/yê |       |    |        |
| w+   | ㅘ     | ㅝ     |        |        |        |        |  | ㅙ     | ㅞ    |       |    |        |
| w+   | wa     | wo     |        |        |        |        |  | wae/wê | we/wê |       |    |        |

- 14 consoantes básicas (자음 / jaeum):[12]
 ㄱ [g/k] (dica: é pronunciado k ou também g se estiver entre vogais)
 ㄴ [n] (dica: é pronunciado n, porém pode ter som de "d" devido ao processo de desnasalização) 
 ㄷ [d/t] (dica: é pronunciado t ou também d se estiver entre vogais)
 ㄹ [r/l] (dica: é um r de barato no ínicio da sílaba, e um l se estiver entre vogais)
 ㅁ [m] ( (dica: é pronunciado sempre m)
 ㅂ [b/p] (dica: é sempre b exceto no final da sílaba, onde se diz p)
 ㅅ [s]  (dica: é pronunciado como s antes de vogais que não contêm y, nesse caso é sh)
 ㅇ [mudo/ng] 
 ㅈ [j] (dica: "dj" porém mais achatado, em posição palatal, ou seja, como na posição de "nh") 
 ㅊ [ch] (dica: "tch" porém mais achatado, em posição palatal, ou seja, como na posição de "nh") 
 ㅋ [kh] (dica: nas consoantes aspiradas, simbolizadas com "h", o ar passa livre pela garganta e é projetado pela boca) 
 ㅌ [th] (dica: é pronunciado como "tʰ" na palavra inglesa "table", o ar passa livre pela garganta)
 ㅍ [ph] (dica: é pronunciado como "pʰ" na palavra inglesa "party", o ar passa livre pela garganta)
 ㅎ [h] (dica: "h" aspirado como na palavra inglesa "house", o ar passa livre pela garganta; como rr do português)
- 5 consoantes duplas (쌍자음 / ssang jaeum):[12]
 ㄲ [kk] (dica: nas consoantes tensionadas, simbolizadas com duas letras, os sons são curtos e tensionados na garganta antes de se completarem) 
 ㄸ [tt] (t mais tensionado e longo)
 ㅃ [pp] (p mais tensionado e longo)
 ㅆ [ss] (s mais tensionado e longo)
 ㅉ [jj] (j mais tensionado e longo)

| ㄱ  | ㄴ | ㄷ  | ㄹ  | ㅁ | ㅂ  | ㅅ | ㅇ | ㅈ | ㅊ | ㅋ | ㅌ | ㅍ | ㅎ |
| g/k | n  | d/t | r/l | m  | b/p | s  | -  | j  | ch | k  | t  | p  | h  |
| ㄲ  |    | ㄸ  |     |    | ㅃ  | ㅆ |    | ㅉ |    |    |    |    |    |
| kk  |    | tt  |     |    | pp  | ss |    | jj |    |    |    |    |    |

Apesar de ser possível associar o alfabeto romano ao hangul por meio da romanização, essa associação não é exata, pois os fonemas que o hangul representa nem sempre podem ser simbolizados com o alfabeto latino, gerando assim erros de pronúncia em algumas palavras quando estas são escritas sem utilizar o hangul.

## Estrutura silábica

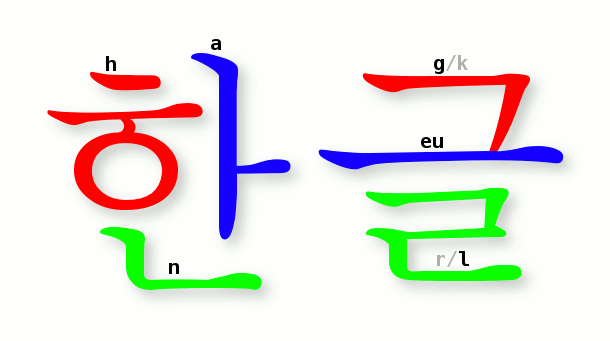
Estrutura do han-geul

A estrutura das sílabas do hangul é composta por uma consoante inicial (vermelho), uma vogal (azul) e, opcionalmente, uma consoante final, permitindo a formação de sílabas mais complexas. 
| c | v |

| c |
| v |

| c | v |
| v | v |

| c | v |
| c |   |

| c |
| v |
| c |

| c | v |
| v | v |
| c |   |

As consoantes na posição final são chamadas de batchim (받침), e são divididos em:
- Simples (7 tipos):[14]
[ㄱ] - consoantes finais: ㄱ, ㅋ, ㄲ 
[ㄴ] - consoante final: ㄴ 
[ㄷ] - consoantes finais: ㄷ,ㅅ,ㅈ,ㅊ,ㅌ,ㅎ,ㅆ 
[ㄹ] - consoante final: ㄹ 
[ㅁ] - consoante final: ㅁ 
[ㅂ] - consoantes finais: ㅂ,ㅍ 
[ㅇ] - consoante final: ㅇ

- Composto (11):[15]

Os batchim compostos são formados por duas consoantes. As consoantes compostas são diferentes das consoantes duplas. No batchim, apenas uma consoante é pronunciada. Pode ser a primeira:
| ㄳ | ㄵ | ㄶ | ㄼ | ㄽ | ㄾ | ㅀ | ㅄ |
| k  | n  | n  | l  | l  | l  | l  | p  |

Ou a consoante pronunciada pode ser a segunda:
| ㄺ | ㄻ | ㄿ |
| k  | m  | p  |

## Regras de leitura
As regras mais comuns de pronúncia do hangul referem-se ao batchim. Abaixo estão as essenciais, com exemplos:
- Assimilação: consoante ㅇ na próxima sílaba

Quando uma sílaba termina em batchim e a próxima sílaba começa com ㅇ, o som do batchim é transferido para a nova sílaba, ocupando o lugar de ㅇ, que tem valor nulo. (exceção: batchim [ㅎ] + ㅇ resulta em [ㅎ] mudo).
거북이 → 거부기
   연예인 → 여녜인
   좋아요 → 조아요
Quando um Batchim [ㄷ] é seguido de uma sílaba que começa com 이 se transforma em 지.
굳이 → 구지
Quando um Batchim [ㅌ] é seguido de uma sílaba que começa com 이 se transforma em 치.  
같이 → 가치
- Eliminação: consoante ㅎ (ou ㄶ,ㅀ)  na próxima sílaba

Quando um Batchim [ㅎ] é seguido por uma sílaba que começa com ㅇ resulta em [ㅎ] mudo. 
좋아요 → 조아요
   싫어요 → 시러요
Quando um Batchim [ㄱ, ㄷ, ㅈ]  é seguido por uma sílaba que começa com ㅎ se transforma em ㅋ, ㅌ, ㅊ, respectivamente. (exceção: batchim [ㄷ] + 히 se transforma em 치).
악행 → 아캥
   맏형 → 마텽
   닫히다 → 다치다
Quando um Batchim [ㅎ] é seguido por sílabas que começam com ㄱ, ㄷ, ㅈ se transforma em ㅋ, ㅌ, ㅊ.
놓고 → 노코 
   좋다 → 조타
Quando um Batchim [ㅂ] é seguido por ㅎ se transforma em ㅍ. 
좁히다 → 조피다
Quando um Batchim [ㅎ] é seguido por ㅅ se transforma em ㅆ. 
좋습니다 → 조씁니다
Quando um Batchim [ㅎ] é seguido por ㄴ se transforma em ㄴㄴ ou simplesmente em ㄴ. 
좋네 → 존네 
   않네 → 안네 
   뚫는 → 뚤는
- Tensificação: duplicação da consoante

Quando um Batchim [ㄱ, ㄷ, ㅂ] é seguido por uma sílaba que começa com ㄱ resulta em ㄲ.
악기 → 악끼
Quando um Batchim [ㄱ, ㄷ, ㅂ] é seguido por uma sílaba que começa com ㄷ resulta em ㄸ.
깎다 → 깍따
Quando um Batchim [ㄱ, ㄷ, ㅂ] é seguido por uma sílaba que começa com ㅂ resulta em ㅃ.
압박 → 압빡
Quando um Batchim [ㄱ, ㄷ, ㅂ] é seguido por uma sílaba que começa com ㅅ resulta em ㅆ.
식사 → 식싸
Quando um Batchim [ㄱ, ㄷ, ㅂ] é seguido por uma sílaba que começa com ㅈ resulta em ㅉ.
옆집 → 엽찝
- Nasalização: consoantes ㄴ, ㅁ

Quando um Batchim [ㄱ] é seguido por uma sílaba que começa com ㄴ ou ㅁ resulta em ㅇ.
악마 → 앙마
Quando um Batchim [ㄷ] é seguido por uma sílaba que começa com ㄴ ou ㅁ resulta em ㄴ.
잇몸 → 인몸
Quando um Batchim [ㅂ] é seguido por uma sílaba que começa com ㄴ ou ㅁ resulta em ㅁ.
앞마당 → 암마당
- Lenização: consoantes ㄹ

Quando um Batchim [ㅁ, ㅇ] é seguido por uma sílaba que começa com ㄹ resulta em ㄴ.
대통령 → 대통녕
Quando um Batchim [ㄱ, ㅂ] é seguido por uma sílaba que começa com ㄹ resulta em ㄴ.
압력 → 암녁
Quando um Batchim [ㄴ] é seguido por uma sílaba que começa com ㄹ resulta em ㄹㄹ.
난로 → 날로
Quando um Batchim [ㄹ] é seguido por uma sílaba que começa com ㄴ resulta em ㄹㄹ.
줄넘기 → 줄럼기
(Os exemplos têm como objetivo facilitar a leitura. Porem a ortografia é inalterada.) 

## Ortografia
O coreano é uma língua aglutinante. As propriedades deste (existência de radicais, desinências e aglutinações) estão refletidas na escrita. Até o século XX, o hangul não tinha regras ortográficas oficiais. Na maioria das vezes, esse alfabeto foi usado para transcrever foneticamente a língua coreana, apesar da preferência do rei Sejong pela transcrição morfofonológica.
Sob o domínio japonês, o modelo de escrita japonesa foi adotado pelo governo ocupante. Este sistema misturava hanja, usado para vocabulário (substantivos e verbos), e hangul usado para pontos gramaticais como terminações, conjunções, etc. Em comparação com a escrita japonesa, os sinogramas (hanja ou kanji) eram mais frequentes em coreano do que em japonês durante este período. A parte hangul da escrita era muitas vezes fonética.
Com o tempo, a escrita coreana tornou-se cada vez mais morfofonológica. Hoje, a grafia segue as regras estabelecidas no Hangeul matchumbeop (한글맞춤법), publicado em 1933 e revisado em 1988 pela Coreia do Sul. As regras estabelecidas são puramente morfofonológicas.
Neste exemplo, estão as diferentes formas da frase "Eu sou coreano": 
| Frase em português               |                 |                 |                 |
| Eu sou coreano.                  |                 |                 |                 |
| Hangul fonético                  |                 |                 |                 |
| 저는                             | 한국싸라밈니다. | 한국싸라밈니다. | 한국싸라밈니다. |
| Pronome "Eu"                     | Coreia          | pessoa          | Verbo "Ser"     |
| 저는 한국싸라밈니다.             |                 |                 |                 |
| Hangul morfofonológico           |                 |                 |                 |
| 저는                             | 한국            | 사람            | 입니다          |
| Pronome "Eu"                     | Coreia          | pessoa          | Verbo "Ser"     |
| 저는 한국사람입니다.             |                 |                 |                 |
| Hangul morfofonológico + hanja   |                 |                 |                 |
| 저는                             | 韓國            | 사람            | 입니다          |
| Pronome "Eu"                     | Coreia          | pessoa          | Verbo "Ser"     |
| 저는 韓國사람입니다.             |                 |                 |                 |
| Romanização                      |                 |                 |                 |
| djónûn                           | hanguk          | saram           | imnida          |
| Pronome "Eu"                     | Coreia          | pessoa          | Verbo "Ser"     |
| djó-nûn han-guk sa-ram im-ni-da. |                 |                 |                 |

A frase é, portanto, atualmente escrita da seguinte forma: 저는 한국사람입니다.

## Hanja
Hanja era o sistema de escrita da língua oficial da Coreia: o chinês clássico. Foram importados da China na época da expedição militar da dinastia Han à Manchúria, no século II a.C. A dificuldade desta escrita é que não transcrevia os sons da língua vernácula. A escrita era bastante semelhante à do chinês clássico. 
Após a criação do hangul, no entanto, esses caracteres persistiram durante muitos anos, foram utilizados com muita frequência em associação com o hangul durante o período de ocupação japonesa e foram depois substituídos pelo hangul. Na Coreia do Norte, os hanja foram oficialmente proibidos desde 1949. Reintroduzidos no ensino universitário, continuam excluídos da escrita cotidiana. Na Coreia do Sul, o seu uso prático é reduzido a nomes de pessoas e lugares e, ocasionalmente, nos meios de comunicação social. 
São também utilizados em diversos níveis de frequência em trabalhos acadêmicos nas ciências humanas (arqueologia, etnologia, história, direito, pensamento chinês, por exemplo), quer diretamente no texto, quer, na maioria das vezes, entre parênteses, após a indicação da estrutura fonológica. São também utilizados em casos de homonímia de duas palavras escritas em hangul.